# San Trifone ammansisce il basilisco
San Trifone ammansisce il basilisco è un dipinto a tempera su tavola (141x300 cm) di Vittore Carpaccio, datato 1507 e conservato nella Scuola di San Giorgio degli Schiavoni a Venezia.

## Storia
Carpaccio, al culmine della propria carriera, venne chiamato dalla Scuola "minore" degli Schiavoni, cioè dei Dalmati residenti o di passaggio a Venezia, per dipingere un ciclo di sette teleri sulle storie dei santi protettori della confraternita (Giorgio, Girolamo e Trifone) a cui si aggiunsero altre due tele fuori della serie con Storie evangeliche. Il lavoro per gli Schiavoni iniziò nel 1502 e terminò nel 1507. 
Questo telero e quello del Battesimo dei seleniti, a giudicare da quanto resta leggibile dei cartellini con le firme dell'artista, furono gli ultimi due ad essere dipinti nel 1507, mentre tutti gli altri sono datati 1502. 

## Descrizione e stile

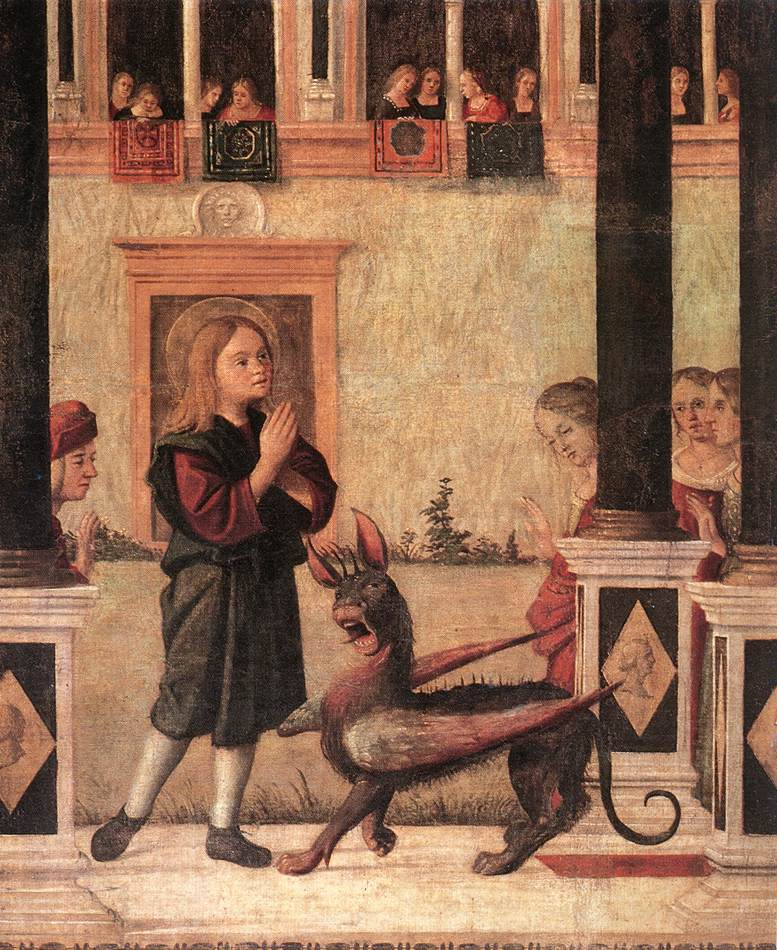
Dettaglio

La tela mostra l'unico episodio dedicato a san Trifone nel ciclo, ovvero il suo miracolo più famoso, legato alla guarigione di Gordiana, figlia dell'imperatore Gordiano III, quando il santo aveva dodici anni. Essa era ossessionata da un demonio, che compare in forma di basilisco, un mostro fantastico con corpo leonino, ali di uccello, coda di rettile e testa asinina. La rappresentazione del demonio come basilisco, che non ha altri riferimenti iconografici nelle storie di Trifone, è legata all'identificazione del basilisco come "re dei serpenti" e quindi simbolo di Satana, ma anche alla simbologia dei peccati capitali: il drago (che compare nelle storie di san Giorgio), il leone (che compare in quelle di san Girolamo) e il basilisco, appunto.
La scena è una delle più deboli del ciclo, dove si legge una certa stanchezza compositiva e il colore appare più povero: non è da escludere l'intervento di aiuti, anche per la realizzazione meno curata del solito di alcuni dettagli, come lo stesso santo bambino, schematico e impacciato. 
L'azione si svolge in una sorta di padiglione reale, retto da colonne e sollevato di alcuni gradini, dove il sovrano assiste impassibile al miracolo, a fianco della figlia, la cui fisionomia ricorda le Madonne dalla boccuccia stretta di Perugino. Sono citazioni all'antica i profili sulle specchiature marmoree della decorazione del fianco dell'edificio in primo piano. Assiste alla scena una variegata folla, ma ancor più brulicante, come tipico nelle opere di Carpaccio, è l'umanità in secondo piano, affacciata alle finestre e ai balconi delle architetture della città di sfondo, che ricorda da vicino Venezia, soprattutto nei ponti arcuati che passano i canali. In lontananza si vedono un edificio a pianta circolare e un alto campanile.